# Digression
Digression eller exkurs är ett avsnitt i ett tal som gör en utvikning från talets huvudpoäng. Det är ett retoriskt medel som fungerar för att ge åhörarna en slags andningspaus eller för att lätta upp stämningen i ett tal. Digressionen består oftast av en anekdot eller ett exempel som kan illustrera eller förstärka ett befintligt uttalande. Digression faller naturligt efter partio eller divisio, när talaren förklarat sin bakgrundsteckning, så passar en utvikning. Den kan naturligtvis också vara lämplig på andra ställen i talet - Cicero påpekar att vissa placerar den före avslutningen som en paus före avslutningsargumentationen.
Anledningen till att digression inte ingår i den klassiska retorikens dispositionsordning är för att den definitionsmässigt inte handlar om talets huvudpoäng. Därför finns det inget skäl att beskriva den som en del av själva dispositionen. Digression saknas dessutom i många framställningar vilket stärker idén om att den inte bör tillhöra dispositionsordningen. 

## Etymologi
Begreppet "digression" kommer från det latinska ordet digression som betyder "avvikelse".

## Historia
Det retoriska medlet digression har sina rötter i de klassiska retoriska lärorna. Då kallades konsten bland annat för egressio, excursus eller excessus. Enligt Richard Lanham sågs digressio både ha en "teknisk" och en "allmän" tillämpning.Använt tekniskt var digressio "En berättelse eller interpolerad anekdot som följer delningen och illustrerar eller förstärker vissa poänger i den." I den allmänhet tillämningen definierar Lanham termen som "vilken som helst avvikande berättelse eller interpolering, speciellt en som utarbetats på ett vanligt ämne, och infogat vid lämplig tidpunkt". Lanham identifierar också en specifik typ av digressio, kallad "paradiegesis, en narrativ utvikning som används för att introducera ens argument". Utifrån dessa definitioner anses digressio en teknik som bidrar, förstärker eller ger exempel till olika typer av diskurs; dess tillämpningar fokuserar på att illustrera specifika fall eller instanser i muntliga och skriftliga forum.
I dagens retorik så är talare lärda att digression är något dåligt och som bör undvikas i största möjliga mån. Därför finns bara ett fåtal nutida exempel på detta retoriska medel.